# Filz-Flockenblume
Die Filz-Flockenblume (Cyanus triumfettii), auch Bunt-Flockenblume genannt, ist eine Pflanzenart aus der Gattung Cyanus in der Familie der Korbblütler (Asteraceae).
Die Bestimmung dieser Pflanzenart erweist sich als schwierig, da sie schnell zu Hybridisierungen (Bastardbildungen) neigt. Dadurch entstehen schwer zu unterscheidende Kleinarten. Gelegentlich findet man sie als Zierpflanze in Gärten und Parks.

## Beschreibung

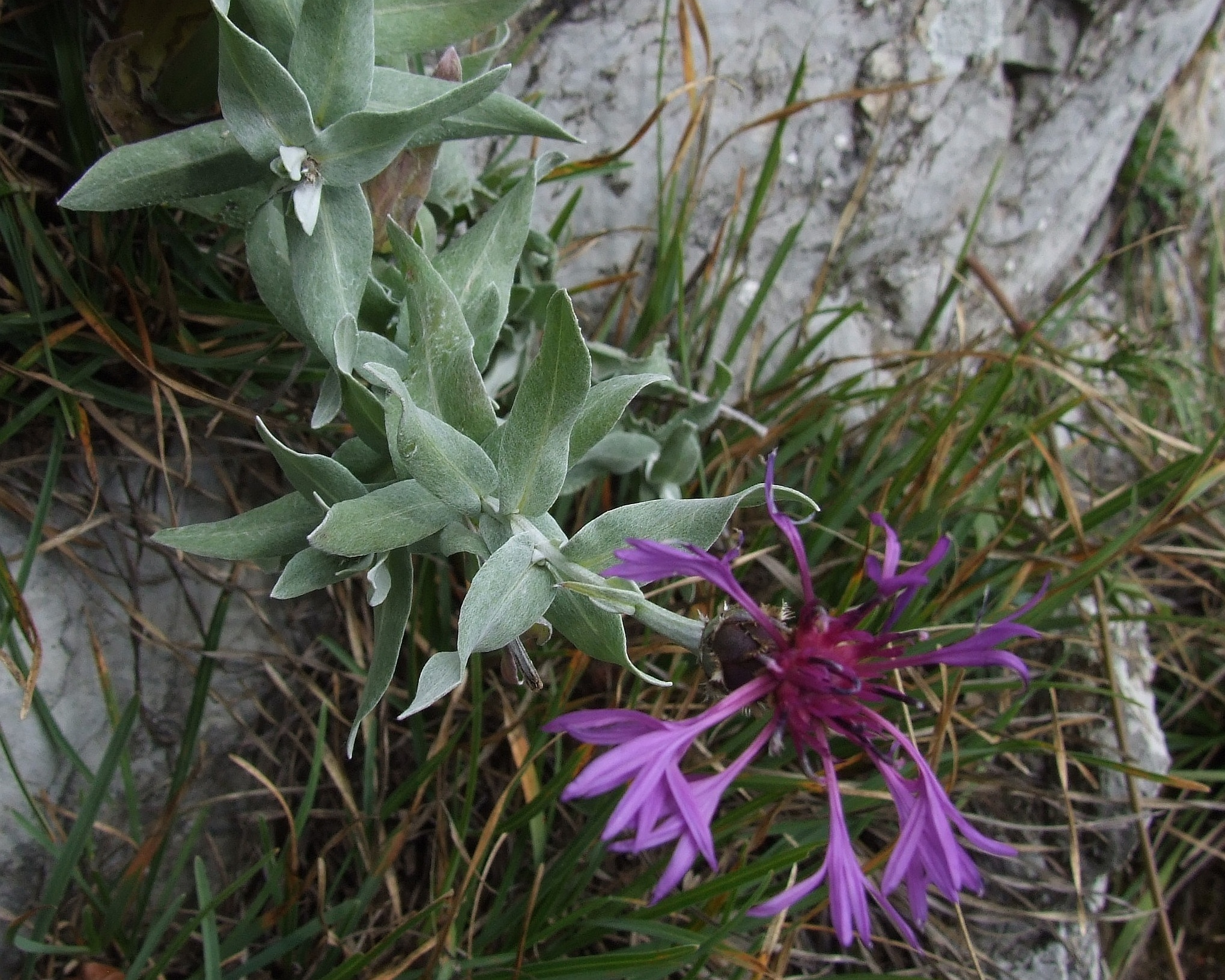
Habitus, Laubblätter und Blütenkorb

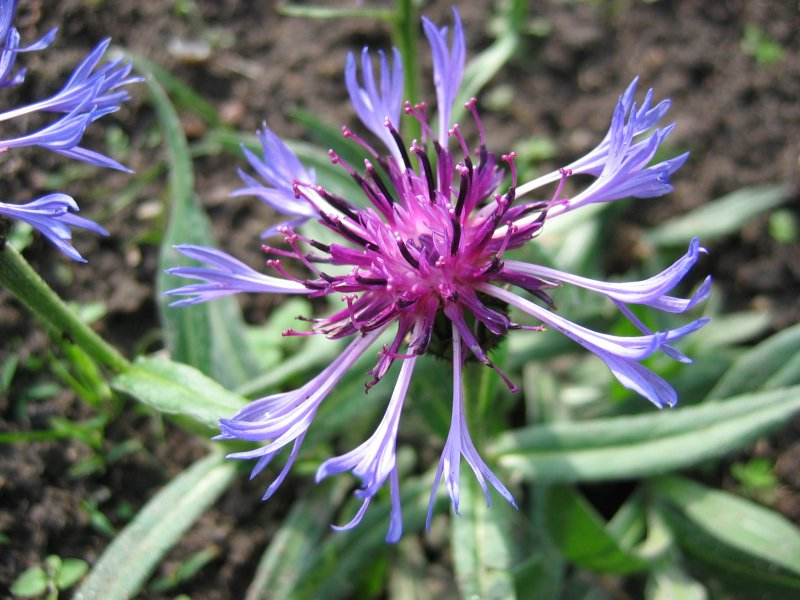
Blütenkorb im Detail

### Vegetative Merkmale
Die Filz-Flockenblume ist eine ausdauernde krautige Pflanze, die Wuchshöhen von 5 bis 60 Zentimetern erreicht. Der Wurzelstock ist kurz kriechend und weißlich behaart. Der Stängel ist aufrecht oder aufsteigend und einfach, selten an der Spitze mit wenigen kurzen einköpfigen Ästen. Ihre Laubblätter sind ungeteilt und eiförmig bis schmal lanzettlich, sowie beiderseits oder wenigstens unterseits graufilzig. Sie sind ganzrandig oder die unteren weitbuchtig gezähnt. Die unteren Blätter sind auch gestielt. Die mittleren und oberen Blätter sind deutlich am Stängel kurz herablaufend.

### Generative Merkmale
Die Blütezeit reicht von Mai bis Juli. Die einzelnen, endständigen, kurz gestielten Körbe bestehen aus Röhrenblüten, blauen Randblüten und violett bis leuchtend purpurn gefärbte Scheibenblüten. Im Gegensatz zur Berg-Flockenblume sind die Fransen der Hüllblätter meist hell und fast doppelt so lang wie die Breite des bräunlichen Hüllblattrandes. Die Hülle ist eiförmig, 15 bis 18 Millimeter lang und 12 bis 25 Millimeter breit. Die Hüllblätter sind grün, an der Spitze oft rot überlaufen. Die Anhängsel der mittleren Hüllschuppen sind dunkelbraun, schwarz oder bleich. Sie sind regelmäßig kammartig gefranst. Sie besitzen auf jeder Seite 8 bis 14 Fransen, die bis 7 Millimeter lang sind. Die Randblüten sind strahlend und stark verlängert. Die Früchte sind 4,5 Millimeter lang, der Pappus ist 1 bis 1,5 Millimeter lang.
Die Chromosomenzahl beträgt 2n = 22 oder 44.

## Vorkommen
Die Filz-Flockenblume ist in Süd- und Mitteleuropa verbreitet. In Deutschland kommt sie nur an wenigen Stellen in Süddeutschland und dem Alpenraum natürlich vor. In Österreich kommt sie zerstreut in den südlichen und östlichen Bundesländern vor. Sie steigt in Südtirol bis 1930 Meter, in Kärnten bis 2000 Meter Meereshöhe auf. In der Schweiz ist sie im Tessin und im Wallis heimisch und wächst dort kollin bis subalpin an trockenen Hängen und in lichten Wäldern.
Sie besiedelt Halbtrockenrasen, Säume und lichte Wälder. Sie ist licht- und wärmeliebend und kommt von der Ebene bis in den subalpinen Bereich vor. Sie gedeiht in Gesellschaften der Verbände Geranion sanguinei, Carpinion, Caricion ferrugineae, Polygono-Trisetion oder der Ordnung Quercetalia pubescentis.
Die ökologischen Zeigerwerte nach Landolt & al. 2010 sind in der Schweiz: Feuchtezahl F = 2+w (frisch aber mäßig wechselnd), Lichtzahl L = 3 (halbschattig), Reaktionszahl R = 4 (neutral bis basisch), Temperaturzahl T = 3 (montan), Nährstoffzahl N = 3 (mäßig nährstoffarm bis mäßig nährstoffreich), Kontinentalitätszahl K = 4 (subkontinental).

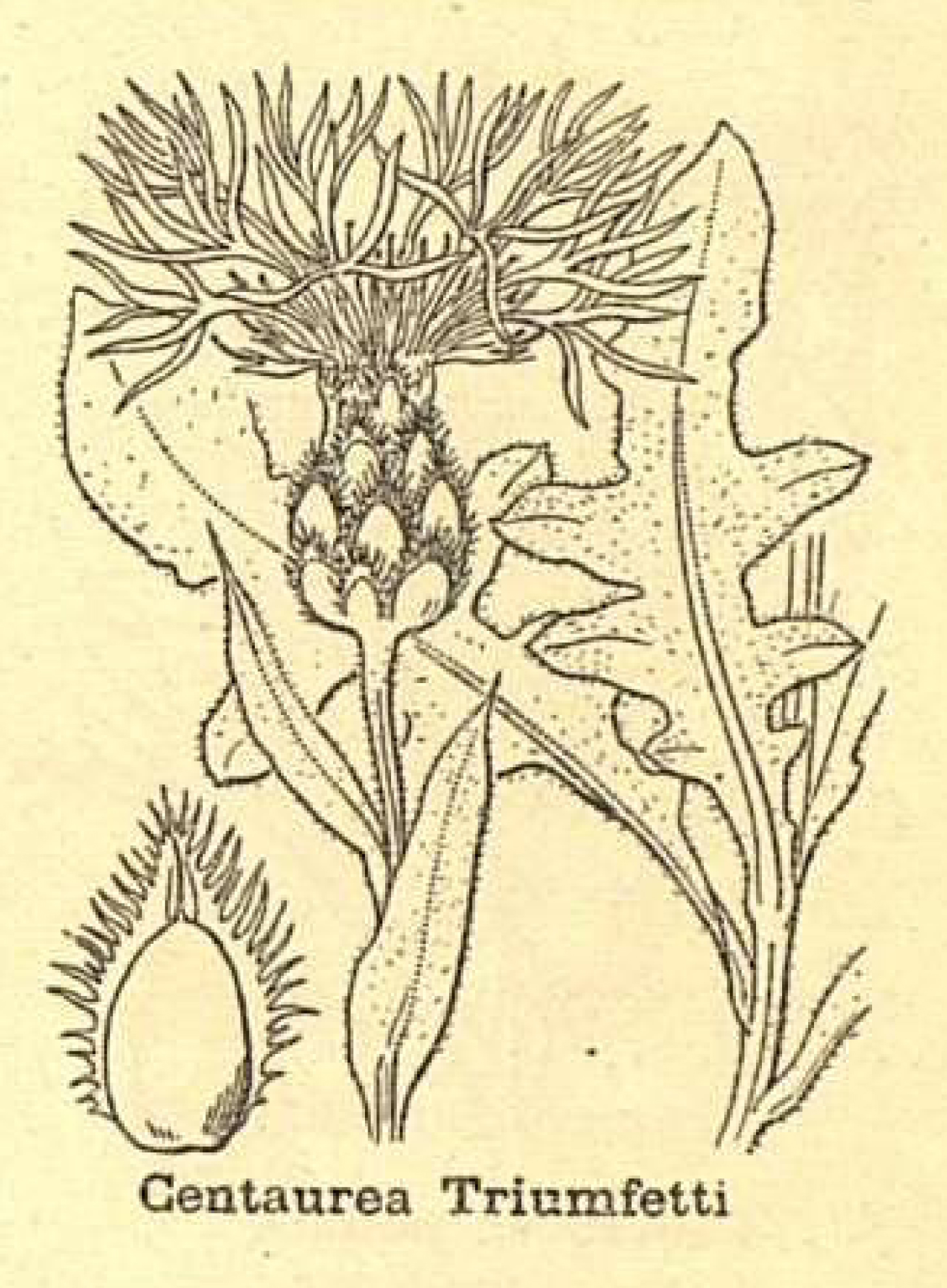
Illustration von Cyanus triumfettii subsp. axillaris

## Taxonomie und Systematik
Die Erstveröffentlichung erfolgte 1773 unter dem Namen (Basionym) Centaurea triumfetti durch Carlo Allioni. Die Neukombination zu Cyanus triumfettii (All.) Á.Löve & D.Löve wurde 1961 durch Áskell Löve und Doris Löve veröffentlicht. Das Artepitheton triumfettii ehrt den italienischen Arzt und Botaniker Giovanni Battista Triumfetti. Die Filz-Flockenblume wird zusammen mit der Kornblume und der Berg-Flockenblume der Gattung Cyanus zugeordnet.
Je nach Autor gibt es von Cyanus triumfettii einige Unterarten:
- Cyanus triumfettii subsp. axillaris (Čelak.) Štěpánek (Syn.: Centaurea triumfettii subsp. aligera Dostál nom. illeg.): Sie kommt in Portugal, Spanien, Frankreich, der Schweiz, Italien, Sizilien, auf der Balkanhalbinsel, in der Slowakei, in Rumänien und in Vorderasien vor.[4]
- Cyanus triumfettii subsp. nanus (Ten.) Greuter: Sie kommt nur in Italien vor.[4]
- Cyanus triumfettii subsp. strictus (Waldst. & Kit.) Dostál: Sie kommt in Tschechien, der Slowakei, Ungarn, Kroatien, Montenegro, Bulgarien, Rumänien und in der Ukraine vor.[4]
- Cyanus triumfettii (All.) Á.Löve & D.Löve subsp. triumfettii: Sie kommt in Frankreich, Deutschland, in der Schweiz, in Italien, Rumänien und Albanien vor.[4]